# Magava incurvata
Magava incurvata är en fjärilsart som beskrevs av Jones 1912. Magava incurvata ingår i släktet Magava och familjen tandspinnare. Inga underarter finns listade i Catalogue of Life.